# Dret & Krulle
Dret & Krulle is een Nederlands hiphopduo sinds 2009. In het oprichtingsjaar wonnen ze de Grote Prijs van Nederland en het jaar erna werden ze genomineerd voor twee State Awards. Hun nummer Verder werd meer dan een miljoenmaal bekeken op YouTube.

## Biografie
Dret (met dreadlocks en geboren rond 1986) en Krulle (geboren rond 1990) zijn afkomstig uit Kraaiennest (Bijlmer) in Amsterdam-Zuidoost. Anno 2010 staat het zuidoostelijke stadsdeel bekend om de herkomst van goede hiphop. Uit deze stroming gaat een meer positieve invloed uit, in sterk contrast met bijvoorbeeld gangstarap waar het duo bewust niet voor heeft gekozen. Voordat ze in 2009 als duo verdergingen, maakten ze deel uit van de hiphopgroep Vaderloze Troepe (VLT).
In 2009 opgericht, wonnen ze al meteen in december van dat jaar de Grote Prijs van Nederland in de categorie hiphop. Ze kwamen zowel bij de jury als het publiek als beste uit de bus. Kort voor de finale brachten ze hun eerste album uit, een ep met de titel New skool mc's. Het album werd meer dan honderdduizendmaal gedownload. Sindsdien treden ze op in het hele land, waaronder in 2010 op Noorderslag en Hiphop in Duketown; daarnaast gaven ze een sessie in de studio van 101Barz. Hun videoclip Verder werd meer dan een miljoenmaal bekeken op YouTube. In 2010 werden ze tweemaal genomineerd voor een State Award, in de categorieën Groep en 101Barz.
In 2010 brachten ze een videoclip uit van het nummer Beestachtig. Het is een protestlied tegen drugsgebruik en waarschuwt tegen de gevolgen ervan en tegen het geweld waarmee het omringd is. Deze en enkele andere videoclips werden geregisseerd door Teemong.
In 2011 gingen ze ernaast op in de hiphopformatie Pariaz, met de andere stadsdeelgenoten M.O. & Brakko, Gikkels en Kiddo Cee. Met deze formatie gaven ze ook allerlei optredens, waaronder op het festival Definitie van Dopeheid (DVD) in Tilburg en in Paradiso in Amsterdam. Daarnaast brachten ze een gelijknamige ep uit.
In augustus 2012 bracht het duo de videoclip Showtime uit, als voorbode van het gelijknamige album. Het album had naar planning aan het begin van 2013 uit moeten komen. Hierna brak echter een periode van stilte aan die eind februari 2014 werd doorbroken met de videoclip van Doe iets. Ze namen het nummer op met de rappers Adje en Kleine Viezerik en brachten het uit via het label Hard Voor Weinig. Ook dat nummer diende als aankondiging van het album, evenals vervolgens nog een derde single in april, getiteld Antwoord. Het album kwam vervolgens in mei 2014 uit. Ondertussen bleven ze optreden, zoals op de festivals Definitie van Hiphop (Tilburg, 2014), Waterpop (Wateringen, 2015) en Grote Beek Pop (Eindhoven, 2016).

## Discografie
Dret bracht in 2013 ook nog de solo-ep Probleem uit. Beide zijn daarnaast te horen in samenwerkingen met anderen. Daarnaast zijn hun nummers Verder en Reload (The Statement) opgenomen in het album Grote Prijs Hiphop Finalisten Mixtape 2009. Hieronder volgt de discografie van hun als duo:
Albums
- 2009: New skool mc's, ep, SamenSterk Records
- 2014: Showtime, Hard Voor Weinig

Singles/videoclips
- 2009: Verder
- 2010: Beestachtig
- 2012: Showtime
- 2014: Doe iets, met Adje en Kleine Viezerik
- 2014: Antwoord